# Mankato (Minnesota)
Mankato is een plaats (city) in de Amerikaanse staat Minnesota, en valt bestuurlijk gezien onder Blue Earth County en Le Sueur County en Nicollet County.

## Demografie
Bij de volkstelling in 2000 werd het aantal inwoners vastgesteld op 32.427.
In 2006 is het aantal inwoners door het United States Census Bureau geschat op 34.970, een stijging van 2543 (7.8%).

## Geografie
Volgens het United States Census Bureau beslaat de plaats een oppervlakte van
39,9 km², waarvan 39,4 km² land en 0,5 km² water.

## Plaatsen in de nabije omgeving
De onderstaande figuur toont nabijgelegen plaatsen in een straal van 16 km rond Mankato.

## Geboren in Mankato (MN)
- Helen Barbara Kruger (Bobbie Nudie) (1913-2006), modeontwerpster
- Ron Johnson (1955), senator voor Wisconsin